# 13. lipnja
13. lipnja (13. 6.) 164. je dan godine po gregorijanskom kalendaru (165. u prijestupnoj godini).
Do kraja godine ima još 201 dan.

## Događaji
- 313. – Carevi Konstantin i Licinije, suvladari Rimskog Carstva, izdaju ukaz o vjerskoj toleranciji - Milanski edikt, kojim kršćanstvo dobiva slobodu ispovijesti.
- 1912. – Osnovan Hrvatski nogometni savez.
- 1917. – Prvi svjetski rat: Njemačka bombardirala London.
- 1927. – Održana povorka u čast avijatičara Charlesa Lindbergha na newyorškoj 5. aveniji.
- 1934. – Adolf Hitler i Benito Mussolini sastaju se u Veneciji.
- 1943. – Započelo prvo zasjedanje ZAVNOH-a održano u Otočcu i na Plitvičkim jezerima
- 2000. – U Pyongyangu je održan prvi sastanak između predsjednika Sjeverne i Južne Koreje, 55 godina nakon razdvajanja.
- 2025. – Započeo je Iransko-izraelski rat.

| - 1773. – Thomas Young, engleski fizičar, liječnik i astronom († 1829.) - 1805. – Antun Mažuranić, hrvatski jezikoslovac († 1888.) - 1810. – Antun Drobac, hrvatski ljekarnik, kolekcionar i trgovac († 1882.) - 1831. – James Clark Maxwell, škotski fizičar († 1879.) - 1841. – Antun Korlević, hrvatski biolog († 1915.) - 1870. – Jules Bordet, belgijski znanstvenik († 1961.) - 1873. – Antun Gustav Matoš, hrvatski književnik († 1914.) - 1897. – Paavo Nurmi, finski atletičar († 1973.) - 1905. – Ivana Fišer, prva hrvatska dirigentica († 1967.) - 1917. – Augusto Roa Bastos, paragvajski književnik († 2005.) - 1928. – John Forbes Nash, američki matematičar - 1942. – Jelisaveta Seka Sablić, srpska glumica - 1950. – Slavko Cvitković, hrvatski novinar - 1957. – Rinat Dasajev, sovjetski nogometaš - 1963. – Damir Agičić, suvremeni hrvatski povjesničar - 1964. – Šarūnas Marčiulionis, litvanski košarkaš (* 1964.) - 1970. – Mila Elegović, hrvatska glumica - 1996. – Kingsley Coman, francuski nogometaš | - 1231. – Sveti Antun Padovanski (* 1195.) - 1645. – Musashi Miyamoto, japanski samuraj (* 1584.) - 1783. – Nikola Divnić, šibenski biskup (* 1715.) - 1886. – Ludvig II. Bavarski, bavarski kralj (* 1845.) - 1896. – Matija Mrazović, hrvatski odvjetnik, političar i publicist (* 1824.) - 1943. – Kočo Racin, makedonski pjesnik (* 1908.) - 1947. – Slavko Kvaternik, hrvatski vojnik, političar i državni dužnosnik (* 1878.) - 1986. – Benny Goodman, američki jazz glazbenik (* 1909.) - 1993. – Gajo Petrović, hrvatski filozof (* 1927.) - 2014. – Berislav Klobučar, hrvatski dirigent (* 1924.) |

## Blagdani i spomendani
- Dan grada Benkovca
- Dan grada Hrvatske Kostajnice
- Dan grada Knina
- Dan grada Našica
- Dan grada Novalje
- Dan grada Novog Marofa
- Dan sv. Antun Padovanskog - Antunovo

## Imendani
- Antun, Ante, Anto, Antiša, Antea, Antica